# 叠溪镇
叠溪镇，中国四川省茂县下属的一个镇，面积293.3平方公里，人口2697人（2000年），下辖8个行政村。
叠溪镇原镇位于茂县北岷江上游，在1933年叠溪大地震中被毁，全镇为新形成的堰塞湖叠溪海子淹没。1942年重建蚕陵乡，1952年改建为水沟乡，1954年乡政府迁来现址，1958年乡政府迁往较场，改名较场乡。1990年代改建为叠溪镇，镇址迁回现址。2019年12月，撤销太平镇、石大关乡和松坪沟乡，将其所属行政区域划归叠溪镇管辖。

## 地质
2017年6月24日5时45分，叠溪镇新磨村突发山体高位垮塌，40余户100余人被掩埋。

## 行政区划
叠溪镇下辖以下地区：
较场村、龙池村、两河口村、小关子村、排山营村、马脑顶村、烧炭沟村和新磨村。